# Aalatettix longipulvillus
Aalatettix longipulvillus is een rechtvleugelig insect uit de familie doornsprinkhanen (Tetrigidae). De wetenschappelijke naam van deze soort is voor het eerst geldig gepubliceerd in 2002 door Zheng & Mao.